# Lúcia Benedetti
Lúcia Benedetti ( n. 30 martie 1914, Mococa, São Paulo – d. 1998 Rio de Janeiro) a fost o  scriitoare, dramaturgă, editoare de carte și traducătoare braziliană.